# Wieńkowo
Wieńkowo (deutsch Wenkendorf) ist ein Dorf in der polnischen Woiwodschaft Westpommern. Das Dorf bildet einen Teil der Gmina Police (Stadt- und Landgemeinde Pölitz) im Powiat Policki (Pölitzer Kreis). Wieńkowo liegt etwa 17 Kilometer nördlich von Stettin (Szczecin) und etwa 5 Kilometer nordwestlich von Police (Pölitz).

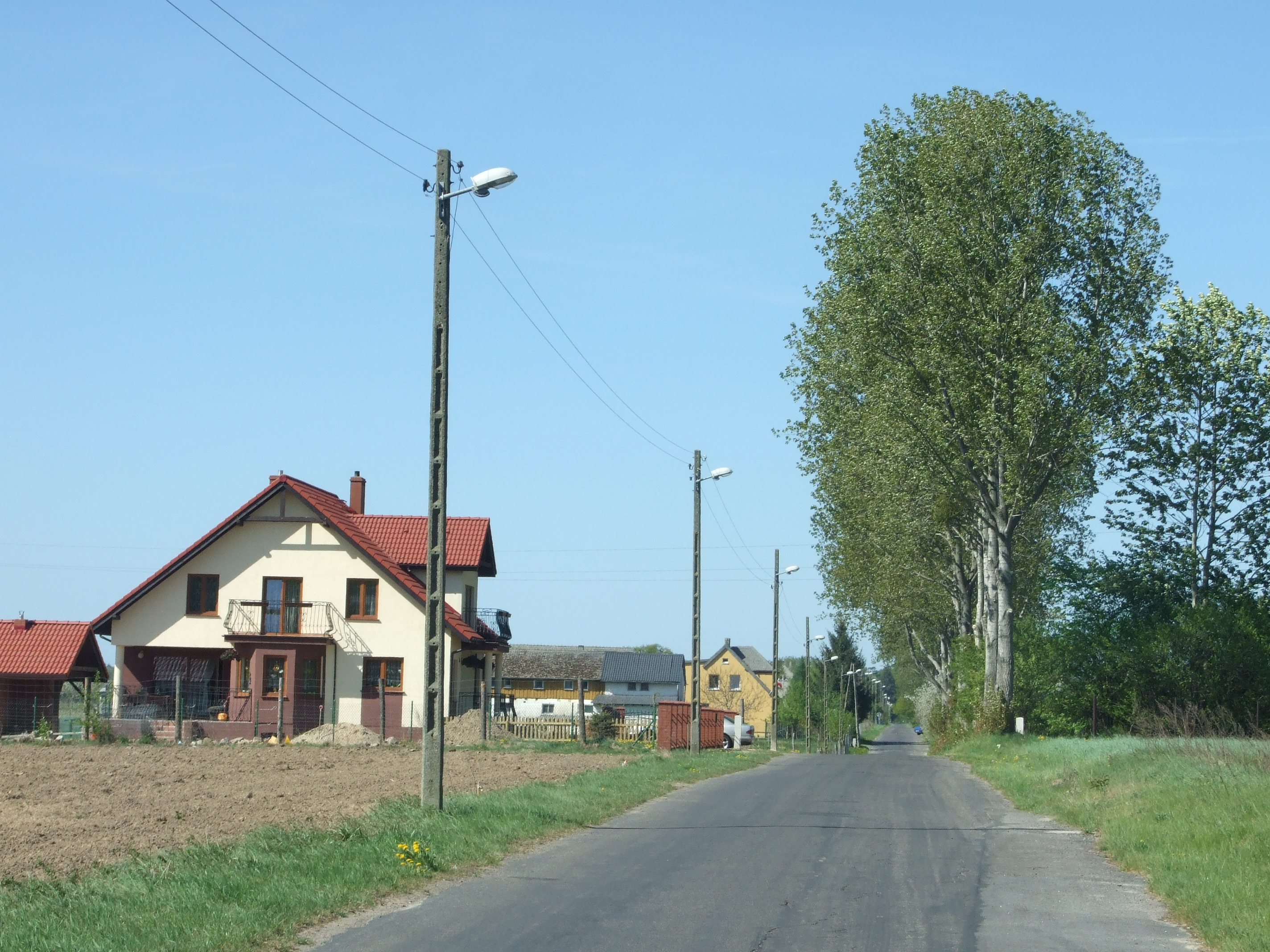
Blick entlang der Dorfstraße in Wieńkowo